# Visiting Hours
Visiting Hours è un singolo del cantautore britannico Ed Sheeran, pubblicato il 19 agosto 2021 come secondo estratto dal settimo album in studio =.

## Video musicale
Il video musicale, ossia l'esibizione ufficiale del brano, è stato reso disponibile in concomitanza con la sua uscita attraverso YouTube.

## Tracce
Testi e musiche di Amy Wadge, Anthony Clemons, Ed Sheeran, Johnny McDaid, Kim Lang Smith, Michael Pollack e Scott Carter.
1. Visiting Hours – 3:36

## Classifiche
| Classifica (2021) | Posizione massima |
| ----------------- | ----------------- |
| Australia         | 3                 |
| Austria           | 28                |
| Canada            | 31                |
| Corea del Sud     | 183               |
| Croazia           | 23                |
| Danimarca         | 16                |
| Francia           | 169               |
| Germania          | 46                |
| Irlanda           | 8                 |
| Islanda           | 33                |
| Italia            | 68                |
| Lituania          | 44                |
| Norvegia          | 9                 |
| Nuova Zelanda     | 11                |
| Paesi Bassi       | 52                |
| Portogallo        | 86                |
| Regno Unito       | 5                 |
| Repubblica Ceca   | 51                |
| Singapore         | 24                |
| Slovacchia        | 33                |
| Stati Uniti       | 75                |
| Sudafrica         | 26                |
| Svezia            | 16                |
| Svizzera          | 8                 |